# Пілицький замок
Пілицький замок (пол. Zamek w Pilicy) — замок (часто теж називається палацом), розташований на Краківсько-Ченстоховській височині у місті Пілиці, яке належить Заверцянського повіту Сілезького воєводства Польщі. Лежить на туристичному Шляху Орлиних Гнізд. 
Оточений бастіонними фортифікаціями, замок складається з 4 крил, що оточують внутрішній замковий двір. 

## Історія
У 1569 році у родини Пілецьких, яких раніше називали Топорчиками, Пілицю придбали Падневські гербу Новина. Близько 1610 року освенцимський каштелян Войцех Падневський спорудив тут свою пізньоренесансну садибу в італійському стилі і переїхав до неї із сусіднього замку у Смолені. Після згасання родини Падневських, черговим власником замку став князь литовсько-руського походження Юрій Збаразький, який і завершив його будівництво. 
Наступним власником замку став Костянтин Вишневецький, дочка якого Олена передала замок як придане у 1636 році Станіславові Варшицькому із Данкова. Він розбудував його і у 1651 році спорудив потужні укріплення, що оточували замок, у тому числі шість мурованих бастіонів з казематами, з'єднаних куртиновими мурами та оточених 20-метровим ровом, завдяки чому замок став сучасною на той час фортецею. Незважаючи на це, у 1655 році, під час Шведського потопу, замковий комплекс був ненадовго окупований шведськими військам під командуванням Ліндорна. Однак вже незабаром Варшицькому вдалося його відбити, після чого він відновив замок від завданих пошкоджень. У 1705 році шведські війська знову захопили замок. У 1731 році остання представниця родини Варшицьких, Емеренціяна Почейова, продала замок Марії з Весселів Собеській (вдові королевича Константія Владислава Собеського), яка перебудувала його у стилі бароко. У 1753 році вона передала Пілицю своєму племіннику Теодору Весселю і пішла до монастиря Сакраменток у Варшаві.  
У 1852 році замок купив Кристин Август Моес, який розпочав його реконструкцію, однак після неї він згорів у пожежі. У 1874 році руїну купив відомий промисловець Леон Епштайн, який відремонтував замок і надав йому неоренесансного стилю, а фортифікації оздобив у романтичному стилі. У 1880 році Епштайни покинули Пілицю, переїхавши до Кракова. До 1887 року їх майном тут розпоряджалися управителі, після чого було прийнято рішення продати замковий комплекс. 
У 1908 році Пелагея з Дівульських (вдова Здислава Пухали) продала замок та навколишні маєтки інженеру Казимиру Аркушевському, нащадки якого володіли ним до 1945 року З кінця 1942 року до весни 1944 року в замку розміщувався взвод моторизованої жандармерії під командуванням лейтенанта фон Креске, який розстріляв 80 поляків та 70 євреїв біля мурів замку. У 1945 році в замку було облаштовано дитячий будинок для дівчат, а у 1980-их роках ХХ століття  — молодіжну виправну установу. У 1960—1962 роках було здійснено часткову консервацію палацових інтер’єрів. 
У травні 1989 року замковий комплекс придбала Барбара П'ясецька Джонсон, яка планувала облаштувати тут свою садибу з відкритою для відвідувачів художньою галереєю, однак після року ремонтних робіт їх були припинено, адже претензії на замок висловили нащадки Казимира Аркушевського. У 1994 році суд визнав недійсним нотаріальний акт купівлі-продажу замку, оскільки на це не дав згоди міністр культури. Апеляційне провадження у цій справі не закінчилося аж до смерті П'ясецької-Джонсон у квітні 2013 року. 

## Парк
Навколо палацу розташовується парк площею 10 га з багатою рослинністю, який вважається пам'яткою природи та витвором садово-паркового мистецтва. У парку є криниця у стилі класицизму. 

## Світлини

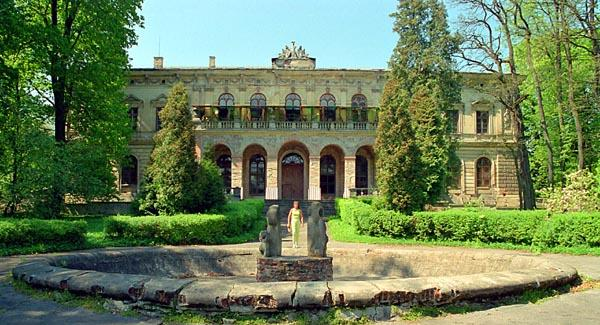
Вигляд замку з фонтаном
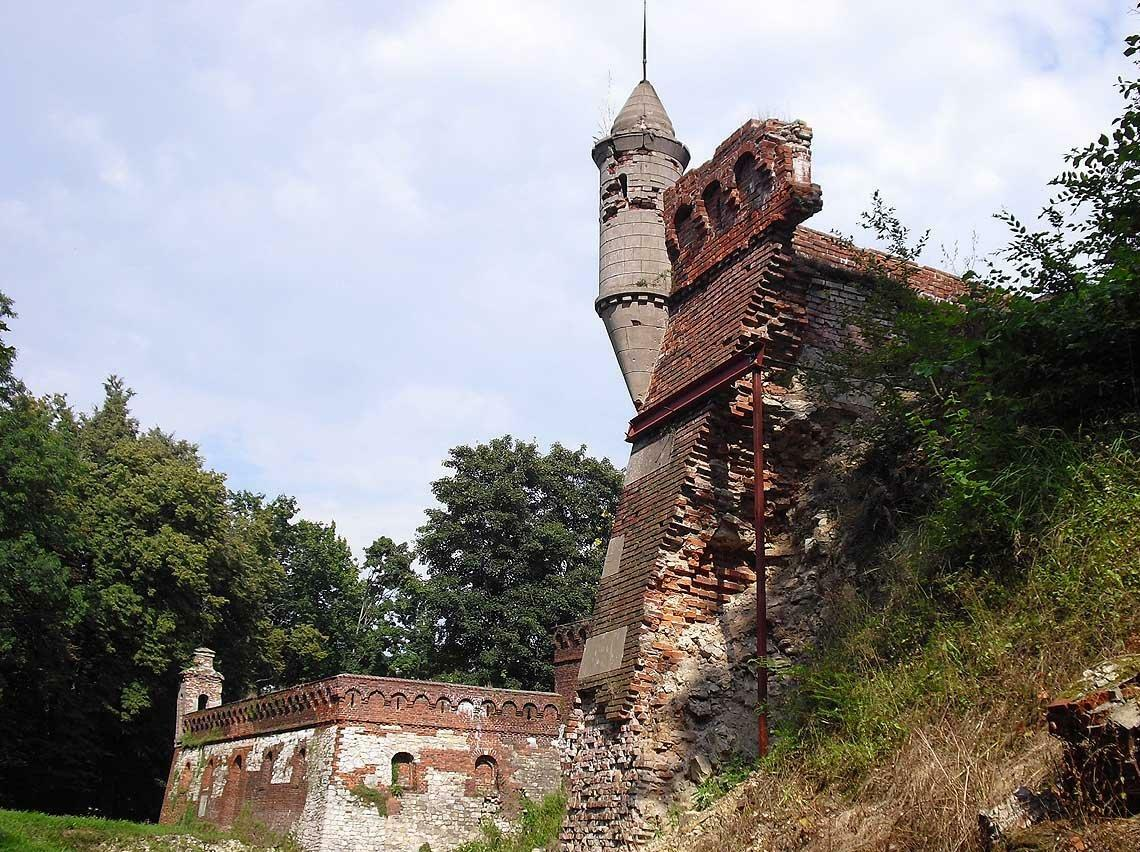
Збережені мури замку
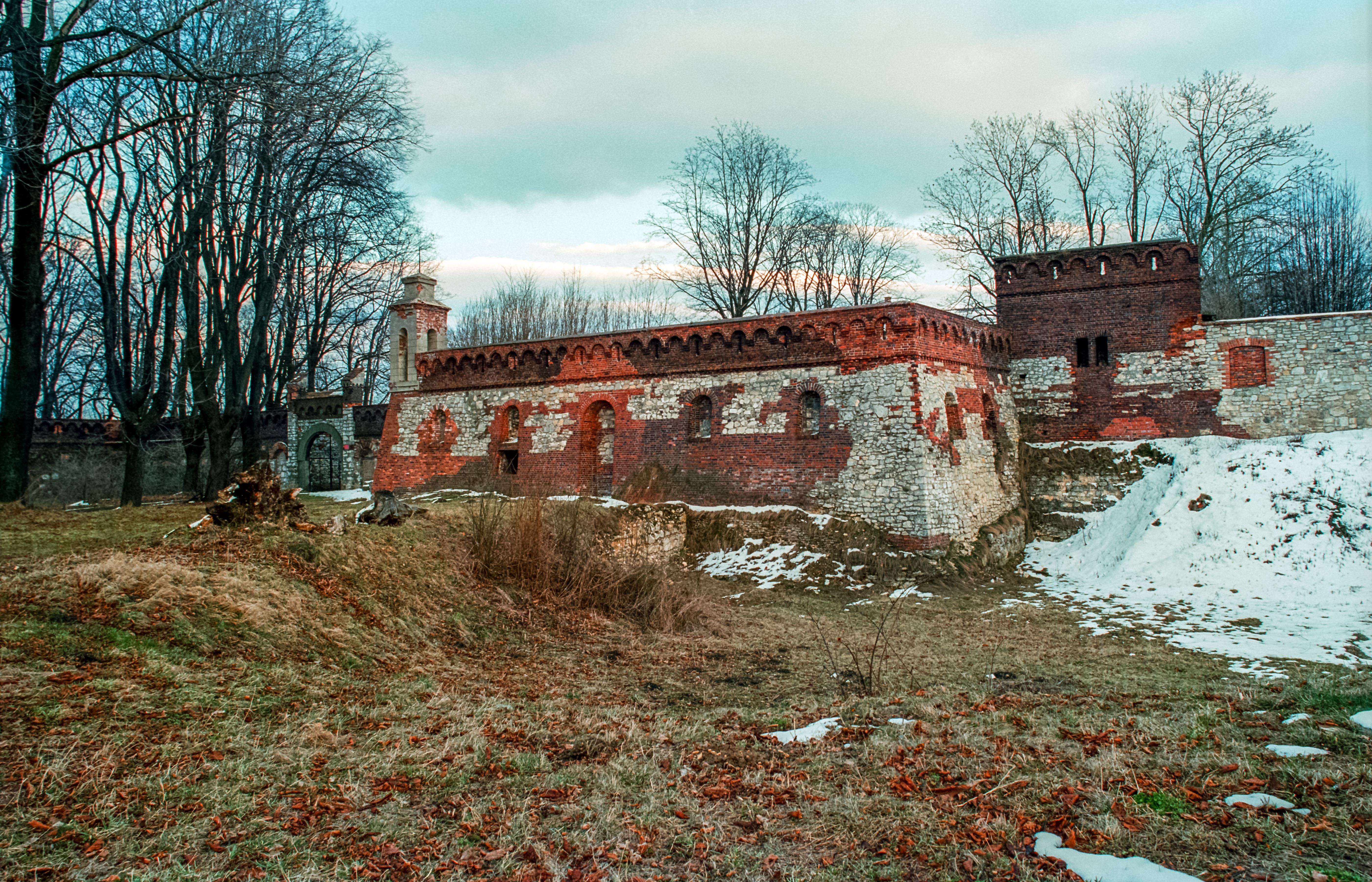
Бастіонові мури з 1651 року
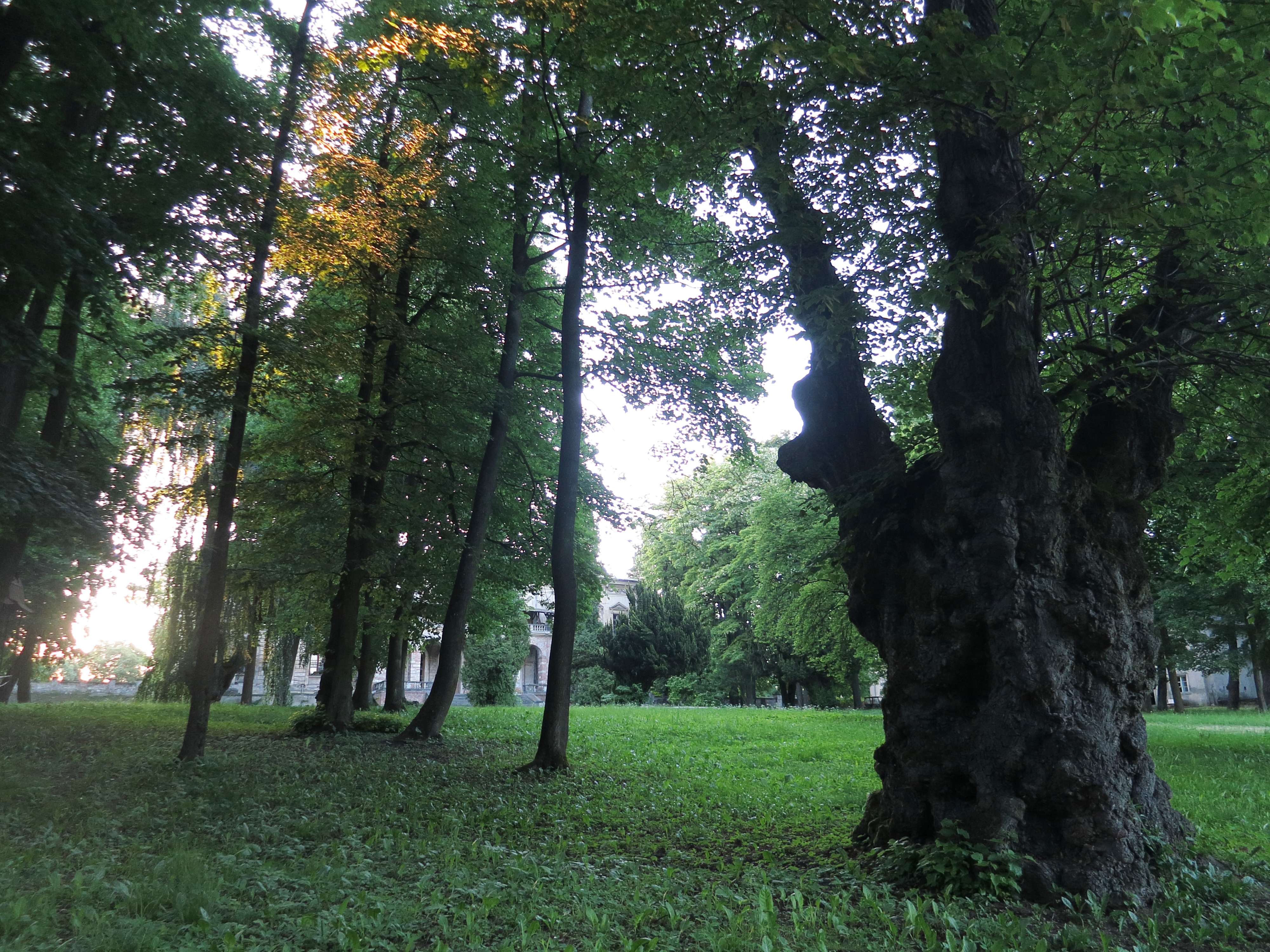
Парк